# Andrew MacKay
Pour les articles homonymes, voir MacKay.
Andrew James MacKay (né le 27 août 1949) est un homme politique britannique du Parti conservateur qui est député pour Birmingham Stechford de 1977 à 1979, East Berkshire de 1983 à 1997 et Bracknell dans le Berkshire de 1997 à 2010.

## Jeunesse
MacKay fréquente la Solihull School, une école indépendante à Solihull, West Midlands. Après avoir quitté l'école, il préside les Jeunes conservateurs de Solihull. Il travaille comme agent immobilier et chef d'entreprise.

## Carrière parlementaire
MacKay est entré au Parlement pour la première fois en 1977, après avoir pris Birmingham Stechford au parti travailliste lors de l'élection partielle de Birmingham Stechford. Il perd le siège aux élections générales de 1979, mais est revenu au Parlement en 1983 en tant que député d'East Berkshire. Il est whip en chef adjoint sous John Major et secrétaire d'État fantôme pour l'Irlande du Nord de 1997 à septembre 2001 sous la direction de William Hague. Il est nommé vice-président conservateur en septembre 2004, responsable des candidats et, après l'élection de David Cameron en novembre 2005 à la tête du Parti conservateur, MacKay est devenu conseiller parlementaire et politique principal du nouveau chef conservateur.
En 2008-2009, MacKay a réclamé un total de 23 083 £ au titre de l'allocation pour frais supplémentaires, tandis que son épouse Kirkbride, aussi députée a réclamé 22 575 £. Ils ont également réclamé les frais de voyage de chacun, Kirkbride réclamant 1 392 £ pour couvrir les frais de voyage de son conjoint, tandis que MacKay a réclamé 408 £. Le 14 mai 2009, il démissionne de son poste d'assistant parlementaire de Cameron à la suite du scandale sur les dépenses parlementaires.
Lors d'une réunion publique dans sa circonscription le 22 mai, il est chahuté et qualifié de "crapaud voleur" selon The Independent.
Dans une interview avec Matthew Amroliwala sur BBC News le lendemain matin, MacKay s'est excusé pour son erreur de jugement. Dans ce qu'il prétendait être une procédure convenue avec le bureau des réclamations parlementaires, il avait désigné leur maison de Westminster comme résidence secondaire, tandis que Kirkbride avait désigné la maison Bromsgrove comme résidence secondaire. MacKay a annoncé que la procédure était en cours depuis huit ou neuf ans et qu'il rembourserait les fonds après avoir pris l'avis du comité d'examen des conservateurs.
Le 23 mai 2009, après un appel téléphonique de Cameron, il annonce qu'il se retirerait lors des élections générales de 2010.

## Vie privée
En 1974, MacKay épouse Diana Joy Kinchin; ils ont deux enfants, mais ont divorcé en 1996. L'année suivante, MacKay épouse Julie Kirkbride, une collègue députée conservatrice ; le couple a un fils qui fréquente l'école Westminster.